# Batalla d'Erastfer
La batalla d'Erastfer (també Batalla d'Errestfer, Batalla d'Erastvere) ocorregué el 29 de desembre de 1701 (C.J.), 30 de desembre de 1701(Calendari suec), 9 de gener de 1702 (C.G.) prop d'Erastfer a l'est de la Livònia Sueca (a l'actual Erastvere a Estònia), fou una batalla de la Gran Guerra del Nord en la qual s'enfrontaren les tropes russes del general Boris Sheremetev i les sueques de Wolmar Anton Von Schlippenbach.

## Combatents
L'exèrcit rus estava format per 12.000 homes dirigits pel general Boris Sheremetev. Els suecs comptaven amb 2.200 homes a les ordres del General Major Wolmar Anton Von Schlippenbach.

## Antecedents
Després del fracàs a Curlàndia, el Tsar Pere el Gran decidí preparar-se en secret per contraatacar i derrotà els suecs en una batalla campal, aquesta oportunitat es va presentar el desembre de 1701.
Schlippenbach dispersà les seves forces per defensar la frontera i establir el seu quarter general a Erastfer.
Pere el Gran feu partir, des de Pskov, al general Sheremetev i els seus 20.000 homes per atacar els suecs per sorpresa. Els russos creuaren el llac Peipus, que en aquells moments estava congelat, transportant la infanteria i 30 canons en trineus.

## Batalla
La notícia de l'avenç rus es traslladà ràpidament des dels llocs d'avançada fins al quarter general. Amb grans esforços els suecs aconseguiren reunir els regiments d'infanteria de Liewens, Skylte i Stackelberg, a més dels regiments de cavalleria d'Abo i Estònia i els dragons de Carèlia.
Els suecs no aconseguiren formar una única línia de batalla i els russos pogueren avançar ràpidament. Schlippenbach aconseguí formar la seva infanteria i contenir els russos temporalment, però es veié obligat a retirar-se lentament. La cavalleria estava reunint-se darrere la infanteria, molts dels genets eren reclutes inexperts, i en veure retrocedir la infanteria es retiraren. Només Lewenhaupt i Horn aconseguiren que els seus dragons cobrissin la retirada sueca. La infanteria sueca lluità fins al final i abans de ser totalment exterminada destruí els seus estendards per tal que no caiguessin en mans de l'enemic.

## Conseqüències
Gairebé tota la infanteria sueca fou aniquilada, només dos soldats i diversos oficials pogueren escapar. Gran part de la cavalleria sueca se salvà degut a la tenaç resistència de la infanteria. Els suecs perderen més de 1.350, entre morts i ferits, i 4 canons. Les baixes russes patiren més de 3.000 morts.
Fou la primera victòria russa significativa en la Gran Guerra del Nord i el Tsar l'utilitzà per trencar la imatge d'invencibles dels suecs. Pere el Gran minimitzà la superioritat numèrica russa, afirmant que fou 1:2 i no 1:6, per augmentar la moral de les seves tropes. Sheremetev fou ascendit a Mariscal de camp i nomenat Cavaller de l'Orde de Sant Andreu.